# Championnats du monde d'aviron 1970
Navigation
Édition précédente Édition suivante
Les championnats du monde d'aviron 1970, troisième édition des championnats du monde d'aviron, ont lieu en septembre 1970 à Saint Catharines, au Canada.

## Podiums
Médaillés aux championnats du monde d'aviron de 1970 :

### Épreuves masculines
| Épreuves | Or | Or            | Argent | Argent | Bronze | Bronze |
| -------- | --- | ------------- | --- | ------ | --- | ------ |
| M1x      | Argentine Alberto Demiddi | 7 min 16 s 54 | Allemagne de l'Est Götz Draeger |        | Tchécoslovaquie Jaroslav Hellebrand |        |
| M2x      | Danemark Jörgen Engelbrecht Niels Secher | 6 min 28 s 68 | Allemagne de l'Est Hans-Ulrich Schmied Joachim Böhmer |        | États-Unis John van Blom Thomas McKibbon |        |
| M2-      | Allemagne de l'Est Peter Gorny Werner Klatt | 6 min 57 s 81 | Pologne Alfons Ślusarski Jerzy Broniec |        | Allemagne de l'Ouest Udo Brecht Lutz Ulbricht |        |
| M2+      | Roumanie Ștefan Tudor Petre Ceapura Ladislau Lovrenschi | 7 min 25 s 30 | Allemagne de l'Est Hartmut Schreiber Manfred Schmorde Klaus-Dieter Ludwig |        | Union soviétique Vladimir Yeshinov Nikolay Ivanov Valentin Kostitsin |        |
| M4-      | Allemagne de l'Est Frank Forberger Frank Rühle Dieter Grahn Dieter Schubert                                                                                       | 6 min 23 s 15 | Allemagne de l'Ouest Joachim Werner Ehrig Peter Funnekötter Claus Schneggenburger Wolfgang Plottke                                                                                        |        | Danemark Erik Petersen Tom Hindsby Kurt Helmudt Poul Nielsen |        |
| M4+      | Allemagne de l'Ouest Peter Berger Hans-Johann Färber Gerhard Auer Alois Bierl Stefan Voncken                                                                      | 6 min 28 s 55 | Allemagne de l'Est Bernd Meerbach Rolf Zimmermann Jochen Mietzner Karl-Heinz Prudöhl Karl-Heinz Danielowski                                                                               |        | Norvège Alf Hansen Finn Tveter Tom Welo Peter Waerness Finn Aronsen |        |
| M8+      | Allemagne de l'Est Ernst Otto Borchmann Rolf Jobst Dietrich Zander Reinhard Gust Eckhard Martens Bernd Ahrendt Klaus-Peter Foppke Hans-Joachim Puls Reinhard Zahn | 5 min 36 s 1  | Union soviétique Nikolai Sumatoschin Aleksandr Martyshkin Aleksandr Riasankin Victor Melnikov Beniaminas Natsevicius Mindaugas Vaitkus Viktor Levshin Aleksandr Vysotskiy Viktor Mikheyev |        | Nouvelle-Zélande Warren Cole Gerard Wybo Veldman Murray Watkinson John Andrew Hunter Richard John Joyce Dudley Leonard Storey Gary Robertson Gilbert Merwyn Cawood Simon Charles Dickie |        |

## Tableau des médailles
| Rang  | Nation               | Or | Argent | Bronze | Total |
| ----- | -------------------- | -- | ------ | ------ | ----- |
| 1     | Allemagne de l'Est   | 3  | 4      | 0      | 7     |
| 2     | Allemagne de l'Ouest | 1  | 1      | 1      | 3     |
| 3     | Danemark             | 1  | 0      | 1      | 2     |
| 4     | Argentine            | 1  | 0      | 0      | 1     |
| 4     | Roumanie             | 1  | 0      | 0      | 1     |
| 6     | Union soviétique     | 0  | 1      | 1      | 2     |
| 7     | Pologne              | 0  | 1      | 0      | 1     |
| 8     | Tchécoslovaquie      | 0  | 0      | 1      | 1     |
| 8     | Nouvelle-Zélande     | 0  | 0      | 1      | 1     |
| 8     | Norvège              | 0  | 0      | 1      | 1     |
| 8     | États-Unis           | 0  | 0      | 1      | 1     |
| Total | Total                | 7  | 7      | 7      | 21    |